# Alta (Wyoming)
Alta – jednostka osadnicza w USA, w stanie Wyoming, w hrabstwie Teton. W 2010 była zamieszkiwana przez 394 mieszkańców.